# Tessaromma loxleyae
Tessaromma loxleyae là một loài bọ cánh cứng trong họ Cerambycidae.